# Pekingese
Der Pekingese (in Deutschland auch Pekinese oder Peking-Palasthund) ist eine von der FCI anerkannte chinesische Hunderasse (FCI-Gruppe 9, Sektion 8, Standard Nr. 207). Der Rassestandard wird von Großbritannien entwickelt.

## Herkunft und Geschichte
Der Pekingese kommt aus dem Kaiserreich China und war früher ausschließlich dem Kaiserhaus als Palasthund vorbehalten. Wie der Lhasa-Apso und der Shih Tzu wurde der Pekingese früher auch Löwenhund genannt.
Porzellan- und Jadefigürchen zeugen von jahrhundertealter Tradition der Darstellung des Pekingesen. Ihre Blütezeit erlebten sie während der Qing-Dynastie (1644–1912), aus der zahlreiche kleine Plastiken erhalten sind. Die Hunde selbst wurden mit großer Sorgfalt gezüchtet und besonders von der letzten Herrscherin verehrt. Es galt als undenkbar, sie fortzugeben oder gar einem der verhassten Europäer zu überlassen. Der Legende nach wurde Buddha von kleinen Löwenhündchen begleitet, die sich vor Feinden in Löwen verwandelten.
Erst im 19. Jahrhundert kam er nach Großbritannien. Nach der Eroberung Pekings durch britische Truppen im Zweiten Opiumkrieg 1860 wurden im kaiserlichen Palast fünf Pekingesen erbeutet. Britische Offiziere nahmen die Tiere mit nach Europa. Zwei Paare bildeten die Stammeltern der europäischen Pekingesen. Einen erhielt Queen Victoria als Geschenk. Sie nannte ihn „Looty“ (von englisch loot = Kriegsbeute). 1864 wurden die ersten Pekingesen ausgestellt und 1898 vom britischen Kennel Club anerkannt. 1900 erschienen die ersten Exemplare in Deutschland.

## Beschreibung

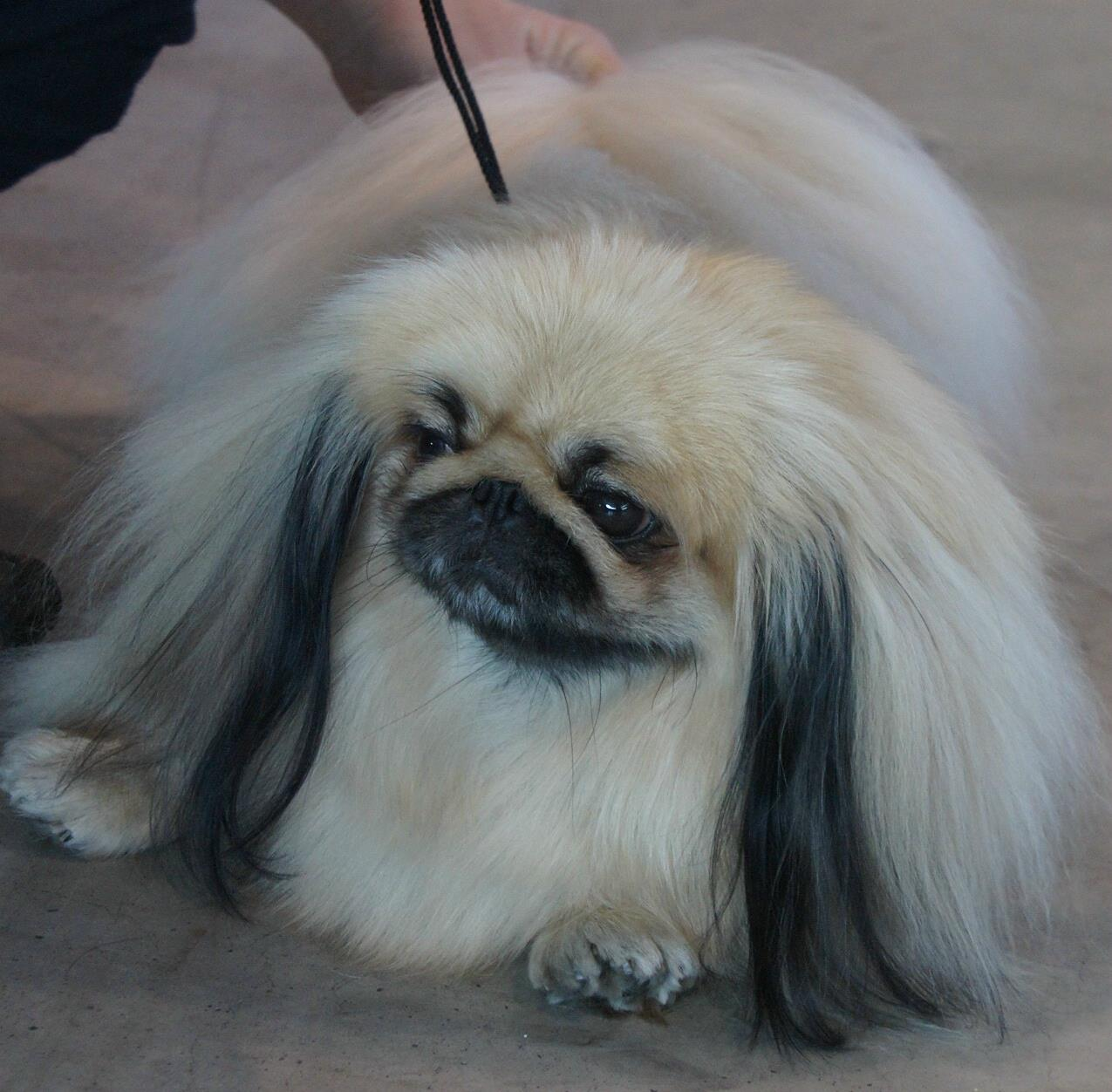
Eine vielfach auf Ausstellungen prämierte Hündin, wäre heute nicht mehr zugelassen.

Der Pekingese ist ein kompakter Gesellschaftshund mit einem Körpergewicht bis 5,40 kg (viele Pekingesen sind auch leichter). Er trägt ein üppiges Haarkleid mit langen, geraden, eher harten Haaren aller Farben oft mit dunkler Maske. Der Rassestandard betont die Bedeutung der schwarzen Pigmentierung von Nase, Lefzen und Lidrändern. Der Kopf ist verhältnismäßig groß und hat ein flaches Profil. Die Rute ist hoch angesetzt und fest über dem Rücken zu einer Seite hin gebogen. Das üppige Haarkleid bedarf aufwändiger Pflege.
Der Standard von 2009 beziehungsweise 2010 enthält eine Reihe von Änderungen. So fordert er, anders als frühere Standards, dass der Fang sichtbar sein muss, aber relativ kurz und breit sein darf. Statt eines großen Kopfs wird ein ziemlich großer Kopf gefordert und bei den Augen wird neu gefordert, dass sie nicht zu groß sein sollen. Im Standard ist ferner neu festgelegt, dass jegliche Anzeichen von Atembeschwerden oder Unfähigkeit, korrekt zu laufen, inakzeptabel sind. Außerdem werden bestimmte Anomalien des Bewegungsapparats, die in der Rasse häufig waren, jetzt im Standard ausgeschlossen. Übermäßiges Haarkleid muss laut FCI streng bestraft werden: „Das Haar soll mäßig lang sein, gerade mit einer Mähne, die sich wie ein Schal rund um den Hals aber nicht weiter als bis zur Schulter erstreckt.“

## Gesundheit

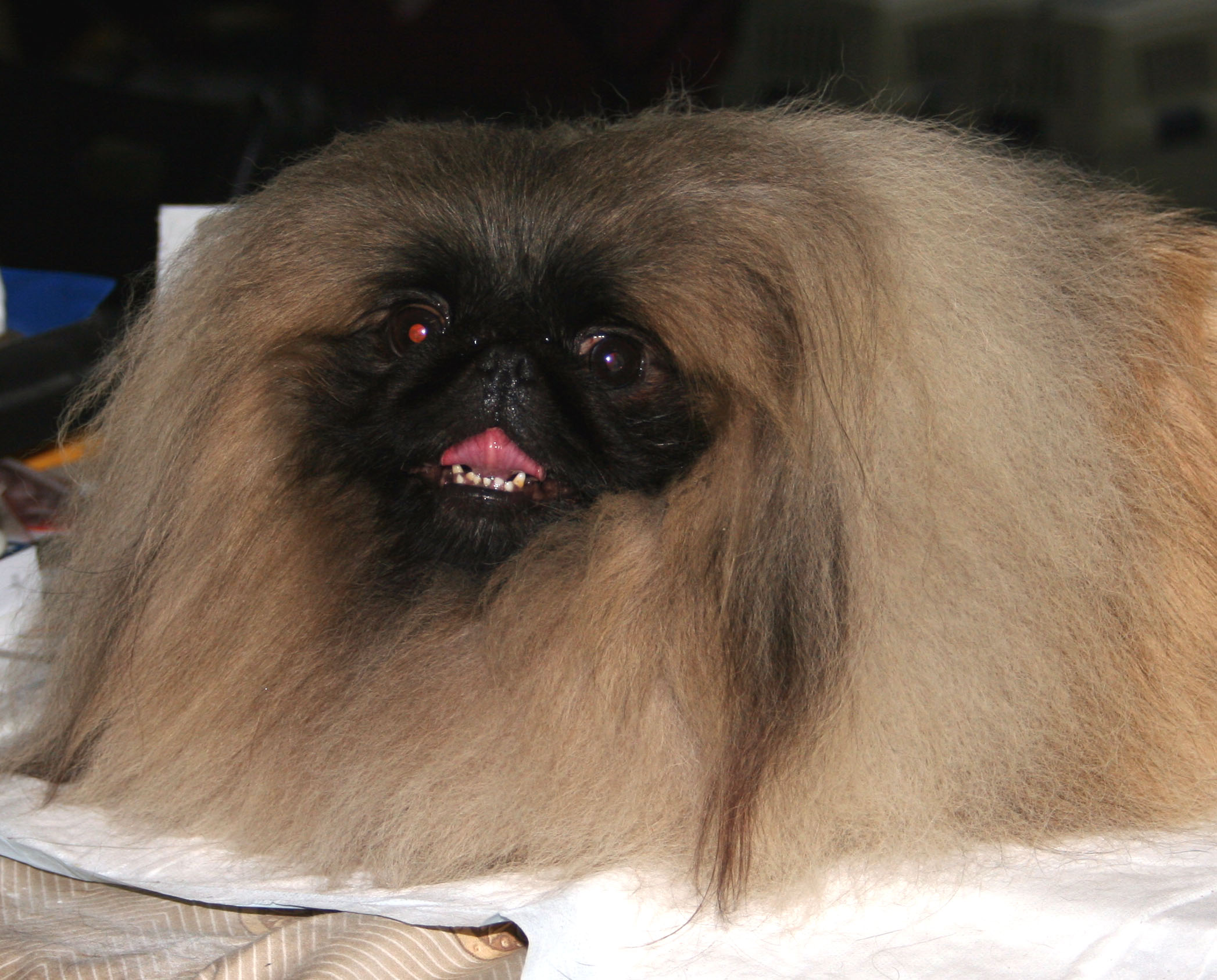
Pekingese auf einer Hundeausstellung 2006. Die Ausstellungspraxis fördert immer extremere Tiere.

Der Pekingese gehört zu den brachycephalen Rassen. Die vorstehenden großen Augen sind empfindlich, die kurze Nase bedingt Atemnot. Tierschützer kritisieren daher die Richtlinien für die Zucht sowie eine Zucht- und Ausstellungspraxis, die zunehmend extrem gestaltete Tiere fördert. Zucht, die absehbar zu Individuen mit Schäden führt, ist als Qualzucht verboten, der Pekingese gehört zu den in einem entsprechenden Gutachten aufgeführten Rassen. Bei der Crufts 2012 wurde der Titel Best of Breed nicht vergeben, da die nominierte Hündin den Gesundheitstest nicht bestand.

## Situation in den Niederlanden
In den Niederlanden ist die Zucht von kurznasigen Hunden aller Rassen, einschließlich der Mischlinge, grundsätzlich als Qualzucht verboten, soweit deren Nasenlänge nicht mindestens ein Drittel der Kopflänge beträgt.
In einer Mitteilung des Ministeriums LNV (Ministerium für Landwirtschaft, Natur und Lebensmittelqualität) wurde bekanntgegeben, dass ab sofort begonnen wird, anhand von Kontrollen dieses Gesetz durchzusetzen. im Brennpunkt stehen insbesondere wegen möglichen Atemwegssyndroms (BOAS) alle brachycephalen Rassen.

## Wesen
Relativ klug, selbstbewusst, wachsam und mutig, aber auch anhänglich und verschmust. Er schenkt seine Zuneigung nicht jedem.
Der Pekingese ist durchaus ein guter Wachhund; er bellt zwar nicht übermäßig, gibt jedoch sofort Laut, wenn Fremde auftauchen.

## Bekannte Vertreter der Rasse
Im Jahre 1936 war Chipie der „einzige schneeweiße Pekingese in Deutschland“.

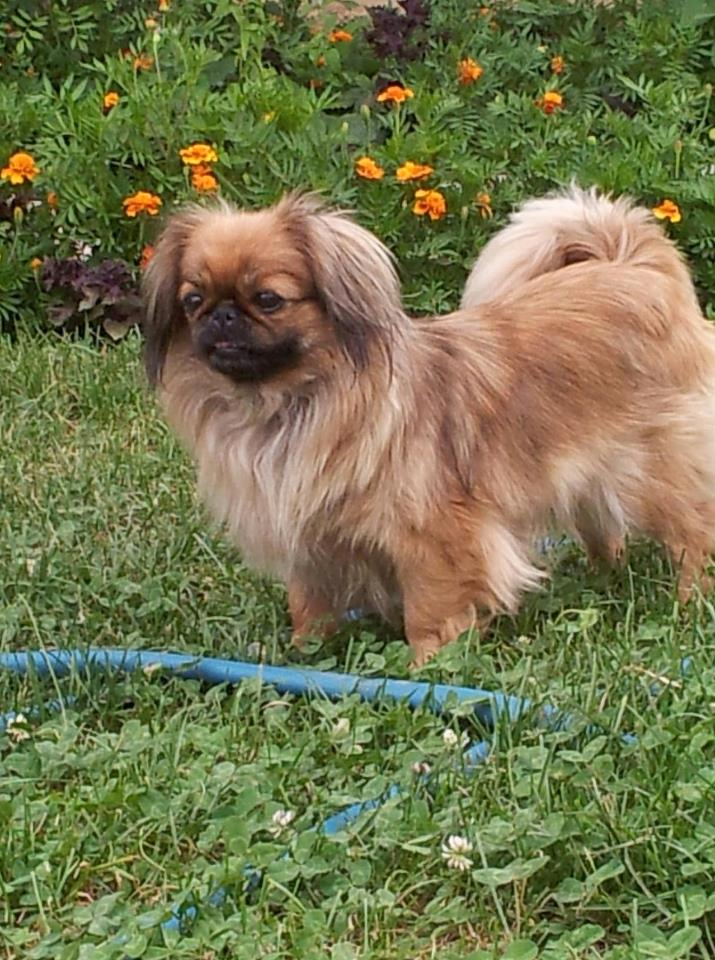
Ein Pekingese 2013
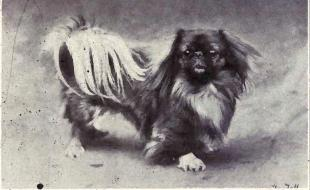
Ein Pekingese 1915